# نامردگان
نامُردگان نام یکی از نژادها در داستان و بازی علمی-تخیلی هنر نبرد است.
نامردگان در اصل توسط نکرولیتس و شوالیه‌های مرگ از جنگ اول و جنگ دوم مورد استفاده قرار گرفتند . به‌هرحال اعمال آن‌ها پس از مرگ گولدان متوقف شد و احضار ارواح توسط ترال فرمانده اردوی جدید منسوخ شد . 
نسل جدید نامردگان توسط لیچ کینگ، نرزول ساخته شد . کسی که توسط ارباب شیطان کیل جیدن به موجود برتری تبدیل شده بود .او یک شمن ارک بود، نرزول جادوی ورلاک‌ها را آموخت و جستجوی عمیقی در جادوهای شیطانی کرد، تا اینکه او با کیل جیدن لرد سیاه لژیون سوزان مواجه شد. نرزول با دیو به توافق رسید . در عوض برای رسیدن به قدرتی افسانه‌ای او باید سوگند می‌خورد که ارک‌های هورد به دیو ها کمک کنند و دروازه‌ای برای هورد بخاطر تجاوز به ازروت باز کند . بعد از آنکه او سوگند را شکست و هورد توسط اتحاد شکست خورد بدن او توسط دیو دریده شد و روحش مورد شکنجه قرار گرفت . تا زمانی که کیل جیدن مصمم شد تا برای حمله‌ای جدید به ازروت از او استفاده کند . و کنترل کردن مستخدمش قدرت بزرگ نوظهور، نرزول، که اکنون لیچ کینگ شده بود و در یخچال‌های بزرگ نرثرند قرار گرفته بود و همه جا را زیر نظر داشت خون‌آشامان، لردهای وحشت را قرار داد . 
لیچ کینگ می‌توانست بدن هرکسی که مرده و از بین رفته را احیا کند . پس از انتخاب پرنس لردران، آرتاس منتیل در زمان سلطنت آشوب به کوئل تالاس قلمروی الف‌های والامقام حمله کرد . الف‌ها علیه غضب جنگیدند، اما غضب پیروز شد و سیلوانس دونده باد و بیشتر الف‌های والامقام تبدیل به نامردگان شدند . 
گرچه در مراحل بازی هنرنبرد ۳: سریر یخی که قدرت لیچ کینگ در حال نوسان بود . سیلوانس دونده باد و بقیه بازماندگان الف‌های والامقام (بنابه تعد قویشان به جادو ) توانستند از زیر سلطه بیرون آیند . سیلوانس دونده باد برادران سقوط کرده خود را بسوی شهر نابود شده لردران رهبری کرد و اقامتگاهی ساختند و خودشان را فراموش‌شدگان نامیدند .

## دسته‌بندی نامردگان
- غضب
- فراموش‌شدگان

## منبع
ویکی‌پدیای انگلیسی - نامردگان
- ترجمه فارسی از دانشنامهٔ علمی-تخیلی فارسی